# Шлінс
Шлінс (нім. Schlins) — містечко та громада округу Фельдкірх в землі Форарльберг, Австрія.
Шлінс лежить на висоті 502 м над рівнем моря і займає площу 6,05 км². Громада налічує 2271 мешканців. 
Густота населення 375/км².  
Округ Фельдкірх лежить на самому заході Австрії, на кордонах із Швейцарією та Ліхтенштеейном. Це високорірний альпійський регіон. Населення округу, як і всього Форальбергу, розмовляє алеманським діалектом німецької мови, а тому ближче до швейцарців, ніж до населення більшої частини Австрії, яке розмовляє баварсько-австрійським діалектом. Округ, основною індустрією якого є туризм, має розвинуту мережу сполучення, численні гірськолижні траси й спортивні курорти з готелями та іншою інфраструктурою. 
|                                |
| Шлінс на мапі округу та землі. |

Бургомістом міста є з травня 2013 Габріле Мер від Австрійської народної партії. Адреса управління громади: Hauptstraße 47, 6824 Schlins. 
У громаді є дитячий садок. 

## Демографія
Історична динаміка населення міста за даними сайту Statistik Austria